# Goldfund im Landkreis Potsdam-Mittelmark
Der Goldfund im Landkreis Potsdam-Mittelmark wurde im Sommer 2017 in der Nähe des Dorfes Baitz entdeckt. Die 41 Goldmünzen sind keltischen Ursprungs und stammen aus der Zeit zwischen 120 v. Chr. und 30 v. Chr. Die Münzen, glatte Regenbogenschüsselchen, bestehen hauptsächlich aus Gold sowie Silber und etwas Kupfer.
Der Fund lag innerhalb einer Siedlung der frühgermanischen Jastorf-Kultur, weitab des eigentlichen Verbreitungsgebiets keltischer Münzen. Da die Kelten nie in Brandenburg lebten, weist die Existenz der Goldmünzen am Fundort auf Fernkontakte und ein weitreichendes Netzwerk des frühgeschichtlichen Europas hin.
Bei dem Münzfund weitab seines eigentlichen Verbreitungsgebiets handelt es sich um den zweitgrößten Hortfund glatter Regenbogenschüsselchen dieses Typs und um den größten Fund keltischer Münzen in Brandenburg. (Der Münzschatz von Podmokl enthielt ca. 5000 goldene Regenbogenschüsselchen.)
Die Goldmünzen gehören dem Land Brandenburg und werden im Archäologischen Landesmuseum in Brandenburg ausgestellt.